# Гомерівські гімни
Гомерівські гімни (грец. Ομηρικοί Ύμνοι) — поетичні твори 7-5 ст. до н. е. на честь богів, написані гекзаметром. Зазвичай приписуються Гомеру та іншим кіклічним поетам.
Старовинна рукописна збірка складалася з 34 гімнів, більшість яких має від 4 до 20 рядків. Лише п’ять із них сягають кількох сотень рядків.
Походження назви точно не відоме. Можливо, гімни були написані послідовниками гомерівської школи. Проте ймовірніше, що названі вони так, оскільки, як і гомерівські, складені епічним гекзаметром.
Гомерівські гімни складали рапсоди, ними вони звичайно передували декламацію гомерівських поем — «Іліади» та «Одіссеї» — під час поетичних змагань на різноманітних давньогрецьких агонах або під час святкування культових свят у найбільших релігійних центрах Греції. Здебільшого гімни являли собою звернення до певного божества і просили про заступництво, а також передавали легенду, пов'язану із цим божеством. Довжина гімну широко варіювала і інколи могла становити кілька віршів. Хоча не всі гімни мали культовий характер.
Розповідають гімни не про героїв, а про богів. Великі за обсягом гімни дають уявлення про міф, пов’язаний з певним божеством, про його подвиги чи діяння, встановлення культу, заснування храму («До Деметри», «До Аполлона»)
Невеликі гімни просто прославляють бога, наділяючи його пишними епітетами. Зразком такого гімну може бути п'ятивірш «До Гери»:
Реєю роджену, золототронну прославлю я Геру
Вічноживущих царицю, з лицем незрівнянної вроди,
Гучногримучого Зевса сестру його рідну й дружину
Славную. Всі бо боги на великім Олімпі блаженні
З благоговінням шанують її із Кронідом нарівні.
(Переклад Н.Пащенко)
Ще лаконічнішим є гімн «До Деметри»(495 рядків),  
Пишноволоса Деметро преславна, тебе я співаю,
Також і доньку чудову твою, Персефону вродливу.
Слався, богине! Будь міста захисниця. Першою в пісні.
Усі ці гімни були, очевидно, своєрідними молитвами-заспівами, зверненням до даного бога під час відправлення його культу, після яких починали виконувати героїчну билину про нього. Про це свідчить і останній незмінний рядок у багатьох гімнах — «Зараз, тебе пом’янувши, до іншої пісні беруся»
Найважливішим гімном вважають гімн «До Деметри» (495 рядків), сюжетом якого є викрадення дочки Деметри Персефони (або Кори) богом Аїдом, який робить її своєю дружиною і володаркою підземного царства мертвих. Засмучена втратою доньки і не знаючи, що з нею сталося, Деметра залишає свої справи і, набувши вигляду літньої жінки, спускається з Олімпу до міста Елевсін, де стає служницею царського подружжя Келея і Метаніри. Вона пообіцяла їм виховати маленького сина Демофонта. Богиня полюбила хлопчика і вирішила дати йому вічну молодість і безсмертя, а для цього щоночі очищала його вогнем. Та нерозумне втручання Метаніри порушило плани Деметри. Розгнівана богиня розкрила себе й наказала елевсінцям збудувати на свою честь храм з жертовником. Пізніше вона сама встановила свій культ із таїнствами, в яких брали участь тільки посвячені і розголошення яких каралося смертю. 
Деметра … всіх посвятила в таїнства.
Святі вони і величні. Про них ні питати
Права не має ніхто, відповісти на розпит ще гірше:
У шанобі до безсмертних великих вуста замовкають.
Той з земнородних людей, хто таїнства бачив, — щасливий.
(476-480)
Але Деметра далі сумувала і не поверталася на Олімп. На землі почалася посуха. Тоді Зевс наказав Аїдові тримати в себе Пер-сефону лише третину року, решту часу вона має проводити з матір’ю. Щаслива богиня з дочкою підіймається на Олімп і щедрою рукою розсипає на землю свої дари.
Так поетично пояснювали елліни зміну пір року: навесні, влітку і восени, коли Кора гостює у матері, на землі все починає зеленіти, цвісти і плодоносити. Коли ж Персефона врешті повертається до Аїда, Деметру знову охоплює смуток. Настає холодна й непривітна зима.
Гімн закінчується зверненням поета до богині з проханням послати щасливе життя за складену на її честь пісню. Він містить найдавнішу згадку про таїнства Деметри з участю посвячених у них людей — «містів» (звідси — «містерії»), Містів було багато — понад тридцять тисяч. Пізніше «елевсінські містерії» — таємна частина культу Деметри в місті Елевсін — стали одним з важливих джерел виникнення давньогрецької трагедії.
Гімн «До Аполлона Делоського» (178 рядків) розповідав, як богиня Лето після довгих блукань нарешті обирає острів Делос, та, зі згоди бога, народжує на ньому сина Аполлона. 
«Гімн до Аполлона Дельфійського» (368 рядків) присвячено пригодам і подвигам молодого бога (зокрема перемозі над драконом Піфоном) та заснуванню на його честь храму з жертовником. Протягом тисячоліття Дельфійський храм відігравав надзвичайно велику роль в історії Еллади, став головним релігійним центром усієї країни. Усередині храму віща Піфія вишукувала малозрозумілі слова оракула, жерці тлумачили їх. Жодна більш-менш значна подія не відбувалася в Елладі без схвалення дельфійського оракула.
Найбільший «Гімн до Гермеса» (580 рядків) присвячений народженню і витівкам з першого ж дня появи на світ покровителя торгівців, шахраїв та мандрівників Гермеса, сина Зевса і німфи Майї:
Син народивсь у богині — хитрун, витівник і пролаза,
Злодійкуватий крадій, бикокрад, сновидінь повелитель,
В двері підглядник, нічний розбишака, який незабаром
Діянь преславних на подив богам мав багато звершити…
Вранці з світанком народжений, грав на кіфарі опівдні,
Ввечері ж викрав корів у стрільця дальносяжного Феба.
«Гімн до Афродіти» (293 рядки) розповідає лише про один епізод з життя цієї богині. Закохана в пастуха Анхіза, Афродіта, набравши вигляду прекрасної діви, з’являється до нього, освідчується і поділяє з ним ложе. Від цього союзу закоханих має народитися родоначальник могутнього роду героїв Еней. Після пробудження від сну Анхіза Афродіта постає перед ним у всій своїй божественній величі. Богиня заспокоює наляканого Анхіза і скаржиться на свою долю — вона, яка раніше вселяла кохання в безсмертних богів і тому панувала над усіма ними, тепер сама потрапила у свою ж пастку. Вона пророчить щасливе дитинство Енея і наказує Анхізові ніколи не розголошувати нікому таємницю їхнього інтимного зв’язку:
Бо коли правду ти скажеш й хвалитись почнеш безрозсудно,
Що сам зійшовсь з Кіфереєю ошатновіночній в коханні, —
Зевс тебе в гніві понищить і блискавки жаром обвуглить.
З надзвичайною тактовністю і цнотливістю описує поет сцену кохання Анхіза й Афродіти, докладно малюючи принадну вроду богині.
Імовірно, що гімни виконували роль своєрідних молитов-заспівів, звернення до даного бога під час поклоніння його культу, після якого починали виконувати героїчну билину про нього. Про це може засвідчити останній незмінний рядок у багатьох гімнах — «Зараз, тебе пом’янувши, до іншої пісні беруся».
У всіх названих гімнах боги постають зі своїми характерами, особливостями власної вдачі, і це відбивається на внутрішній тональності присвячених їм гімнів. Образ Деметри перетворюється на символ невтішної матері, що позначається на звучанні гімну, в якому переважають мінорні тони. Гімн до Гермеса сповнений доброзичливої іронії, сміху, жартівливих сцен, які викликають посмішку і відповідають веселій вдачі і грайливому розуму молодого бога-витівника. Недаремно Зевс, дивлячись на пустотливі вигадки свого сина, неодноразово починає голосно реготати. Світлим і могутнім зображений у присвячених йому гімнах Аполлон-переможець, серйозний тон їх ніби підкреслює величні й далекоглядні наміри цього бога.
Гомерівські гімни становлять цікаве й важливе явище ранньої грецької літератури не тільки як джерело, що віддзеркалює досить давні уявлення еллінів про життя богів, але і як визначні художні твори, що вплинули на розвиток цього поетичного жанру в пізніші часи.
Відомі гімни, присвячені наступним давньогрецьким божествам: Афродіта, Аполлон, Арес, Асклепій, Артеміда, Афіна, Кібела, Діоніс, Деметра, Діоскури, Гея, Геліос, Гера, Геракл, Гермес, Гефест, Гестія, Зевс, Пан, Посейдон, Аполлон Піфійський, Селена, Зевс.

## Українські переклади
- Гомерівські гімни (переклад Івана Франка) // Франко, І. Зібрання творів у 50-ти томах. Том 8. — С. 202-273.
- Гомерівські гімни (вибрані у перекладі В.Пащенка) на сайті ae-lib.org.ua [Архівовано 6 січня 2010 у Wayback Machine.]